# Chopin. Koncerty fortepianowe (album 2009)
Chopin. Koncerty Fortepianowe (numer katalogowy: 4778528) – album wydany w październiku 2009 z nagraniami dwóch chopinowskich koncertów fortepianowych wykonanych przez Rafała Blechacza i orkiestrę Koninklijk Concertgebouworkest pod batutą Jerzego Semkowa. Płyta miała uczcić Rok Chopinowski (2010).
Album uzyskał w Polsce status trzykrotnie platynowej płyty.

## Lista utworów
Koncert fortepianowy nr 1 e-moll, op. 11
- 1. Allegro maestoso
- 2. Romance. Larghetto
- 3. Rondo. Vivace

Koncert fortepianowy nr 2 f-moll, op.21
- 4. Maestoso
- 5. Larghetto
- 6. Allegro Vivace

## Wyróżnienia
- Płyta do tej pory uzyskała status podwójnej platyny.
- Dwie nominacje do nagród Fryderyki 2010 w kategoriach: Album Roku Muzyka Symfoniczna i Koncertująca oraz Najwybitniejsze Nagranie Muzyki Polskiej.

## Sprzedaż
| Lista | Kraj    | Pozycja |
| ----- | ------- | ------- |
| OLiS  | Polska  | 2       |
| SNEP  | Francja | 116     |